# Alain-Fournier
Henri Alban Fournier, conegut com a Alain-Fournier (La Chapelle-d'Angillon, 3 d'octubre de 1886 - Les Éparges, 22 de setembre de 1914), fou un escriptor francès, mort als 27 anys, després d'haver escrit una única novel·la, El gran Meaulnes (Le Grand Meaulnes).

## Biografia
Va nàixer a La Chapelle-d'Angillon, al departament de Cher. La seua infància va transcórrer a la Sologne i a la regió de Berry, en la qual els seus pares treballaven de mestres. Va prosseguir els seus estudis secundaris a Sceaux, prop de París. No reeixí en el seu intent d'accedir a l'Escola Normal Superior, per la qual han passat les elits franceses de les últimes dècades. Feu amistat amb Jacques Rivière, que esdevindria el seu cunyat, en casar-se ell amb la seua germana Isabelle el 1909.
Al juny de 1905, mentre passejava pels molls del Sena, conegué qui seria l'amor de la seua vida, Yvonne Quiévrecourt, i que li serví d'inspiració per al personatge d'Yvonne de Galais en la seua novel·la. Tornà a tenir noves d'ella vuit anys després, quan ella ja s'havia casat i era mare de dos fills.

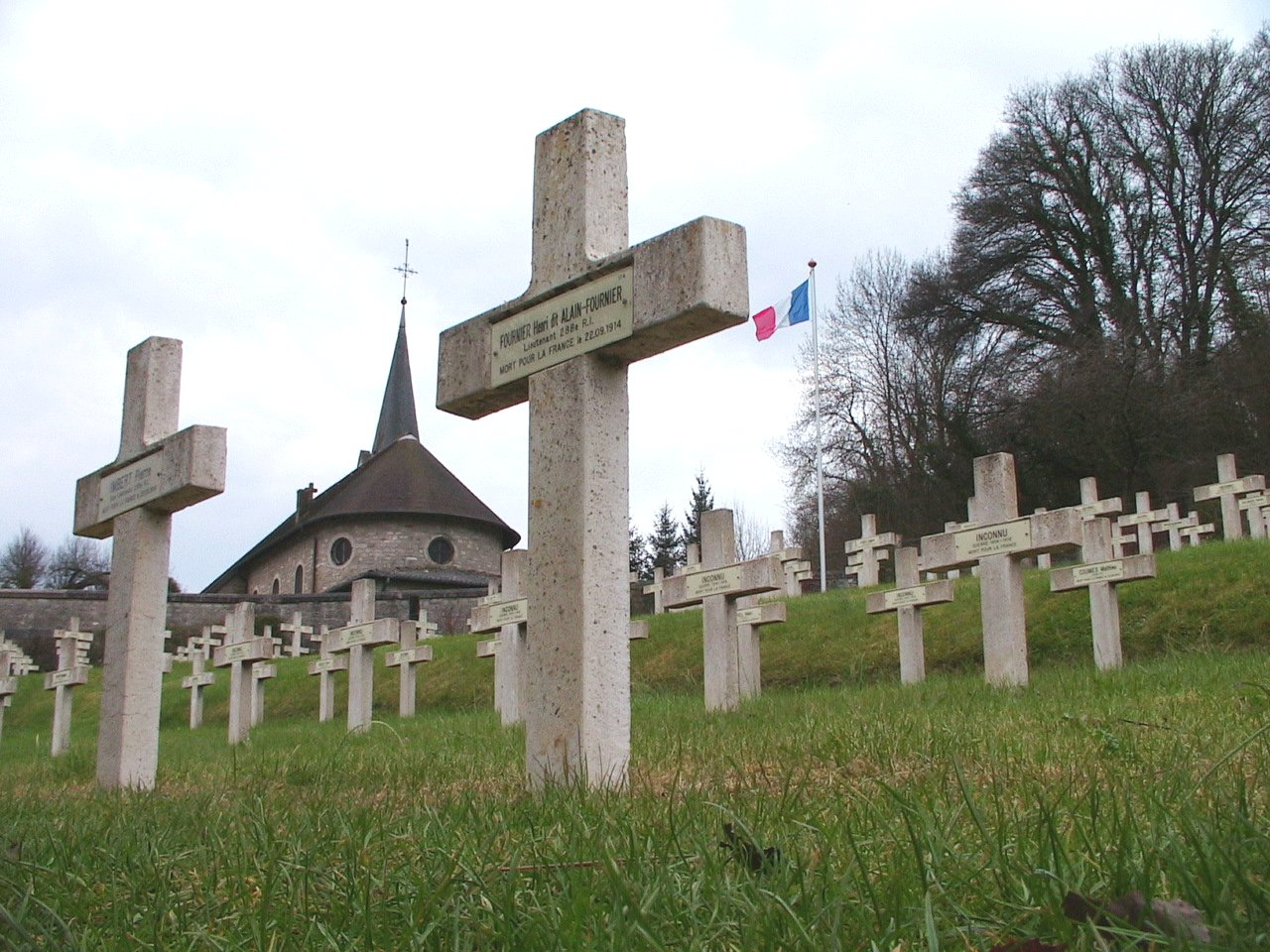
Tomba d'Alain-Fournier a Saint-Rémy la Calonne

Henri Alban Fournier va morir prop de Verdún, en un dels primers combats de la Primera Guerra Mundial. El seu cos va ser trobat el 1991 a l'interior d'una fossa comuna alemanya. Està actualment enterrat en el Cementiri Militar de Saint-Rémy-la-Calonne.

## Obres
- El gran Meaulnes (1913). (Traducció de Lídia Anoll. Martorell: Adesiara editorial, 2019).
- Correspondència amb Jacques Rivière (1925 (data de publicació))
- Cartes al menut B...
- Cartes a la seua família
- Miracles (poemes) (1924 (data de publicació))